# Zara Mahamat Issa
 Zara Mahamat Issa est une architecte de formation et une femme politique tchadienne. Elle est Ministre de l’Action sociale, de la Solidarité et des Affaires humanitaires depuis février 2025.

## Biographie
Zara Mahamat est diplômé d'un Master  en Management des projets et programmes à l’Université Senghor d’Alexandrie. Et d'une Licence professionnelle en Architecture à l’Institut National Supérieur des Arts et Métiers de Biltine, au Tchad.

### Parcours professionnel
De septembre 2013 à février 2014 elle a débuté comme Architecte au Cabinet Sahel Search and Consulting, avant de continuer dans un autre cabinet d’architecture CADER.
En juillet 2016, elle commence sa carrière humanitaires au sein des organisations internationales. D'abord avec  l’ONG internationale ACTED comme responsable du volet AGR/ACTED, puis au sein du Programme Alimentaire Mondial (PAM) en tant que responsable des Projets Résilience.
En mars 2025, Zara Mahamat est nommée Ministre de l’Action sociale, de la Solidarité et des Affaires humanitaires dans le deuxième gouvernement du Premier Ministre, Allamaye Halina.